# Skala podobieństwa do Ziemi
Skala podobieństwa do Ziemi (ang. Earth Similarity Index, ESI) – skala, za pomocą której określa się podobieństwo planet do Ziemi. ESI jest funkcją obwodu, gęstości, prędkości ucieczki i temperatury powierzchni planety. Wartość zerowa oznacza brak podobieństwa, jeden – identyczność. Wartości od 0,8 do 1 nadawane są planetom bardzo podobnym do Ziemi ze stałą, skalną powierzchnią i stabilną atmosferą zdolną do utrzymywania odpowiedniej temperatury.
ESI nie bierze pod uwagę składu atmosfery planety i tego, czy może na niej powstać życie, czy to podobne do ziemskiego, czy też odmienne.
Współczynnik ESI wyrażany jest wzorem:
{\displaystyle ESI=\prod _{i=1}^{n}\left(1-\left|{\frac {x_{i}-x_{io}}{x_{i}+x_{io}}}\right|\right)^{\frac {w_{i}}{n}},}
gdzie:
{\displaystyle n} – liczba porównywanych cech,
{\displaystyle x_{i}} – porównywany parametr,
{\displaystyle x_{io}} – wartość parametru dla Ziemi,
{\displaystyle w_{i}} – waga cechy – ustalana w celu określenia wpływu parametru na całokształt podobieństwa.
| Właściwość planety  | Wartość {\displaystyle x_{io}} | Waga {\displaystyle w_{i}} |
| ------------------- | ------------------------------ | -------------------------- |
| Promień             | 1,0 R🜨                         | 0,57                       |
| Gęstość             | 1,0 ρ⊕                         | 1,07                       |
| Prędkość ucieczki   | 1,0 vII ⊕                      | 0,70                       |
| Średnia temperatura | 288 K                          | 5,58                       |

## Planety podobne do Ziemi
Poniższa tabela wymienia planety o najwyższym indeksie ESI, opisującym podobieństwo do Ziemi, które z największym prawdopodobieństwem są planetami skalistymi o małej masie, krążącymi w klasycznie definiowanej ekosferze:
| Lp. | Planeta            | ESI  | Typ widmowy gwiazdy | Masa planety (M🜨) | Promień (R🜨) | Okres obiegu (d) | Odległość (ly) |
| --- | ------------------ | ---- | ------------------- | ----------------- | ------------ | ---------------- | -------------- |
| –   | Ziemia             | 1    | G                   | 1                 | 1            | 365,25           |                |
| 1   | KOI-4878.01        | 0,98 | G                   | 0,99              | 1,04         | 449              | 1075           |
| 2   | Proxima Centauri b | 0,87 | M                   | 1,07              | 1,1 ± 0,3    | 11,2             | 4              |
| 3   | TRAPPIST-1e        | 0,86 | M                   | 0,6               | 0,9          | 6,1              | 39             |
| 4   | Gliese 667 Cc      | 0,84 | M                   | 3,8               | 1,5 +0,5−0,4 | 28,1             | 24             |
| 5   | Kepler-442b        | 0,84 | K                   | 2,3 +5,9−1,3      | 1,3          | 112,3            | 1115           |
| 6   | Gliese 667 Cf      | 0,77 | M                   | 2,7               | 1,4 ± 0,4    | 39,0             | 24             |
| 7   | Kepler-1229b       | 0,73 | M                   | 2,7 +7,1−1,5      | 1,4          | 86,8             | 769            |
| 8   | TRAPPIST-1f        | 0,68 | M                   | 0,7               | 1,0          | 9,2              | 39             |
| 9   | Kapteyn b          | 0,67 | M                   | 4,8               | 1,6 +0,5−0,4 | 48,6             | 13             |
| 10  | Kepler-62f         | 0,67 | K                   | 2,8 +7,4−1,6      | 1,4          | 267,3            | 1200           |
| 11  | Kepler-186f        | 0,61 | M                   | 1,2 +2,7−0,7      | 1,1          | 129,9            | 492            |
| –   | Mars               | 0,60 | G                   | 0,105             | 0,53         | 686,96           |                |
| 12  | Gliese 667 Ce      | 0,60 | M                   | 2,7               | 1,4 ± 0,4    | 62,2             | 24             |
| 13  | TRAPPIST-1g        | 0,58 | M                   | 1,3               | 1,1          | 12,4             | 39             |

Jeżeli masa lub promień planety nie są znane z bezpośredniego pomiaru, podano różne wartości odnoszące się do trzech możliwości budowy planety. Oprócz najbardziej prawdopodobnej (planeta skalista) uwzględniono przypadki o skrajnych wartościach gęstości: ciało żelazne (wysoka masa, mały promień) i planeta oceaniczna (duży promień, mniejsza masa).
Niektóre planety mają wyższy wskaźnik ESI niż podane w powyższej tabeli, w szczególności TRAPPIST-1d (ESI 0,90), Kepler-438b (ESI 0,88) i Kepler-296e (ESI 0,85), jednak ich orbity przebiegają blisko gwiazd, poza „zachowawczo” definiowaną ekosferą. Inne ciała z mniejszym prawdopodobieństwem są skaliste (np. Kepler-22b, ESI 0,71).
Znane są dwa układy, w których aż trzy planety mogą znajdować się w ekosferze: TRAPPIST-1 oraz Gliese 667 C.